# Vallejo, California
Vallejo este un oraș situat în comitatul Solano, statul California,  Statele Unite ale Americii. Localitatea avea 118.349 de locuitori, conform unei estimări din 2004.

## Personalități născute aici
- Albert Ghiorso (1915 - 2010), om de știință, specialist în fizica nucleară.

1. ↑   https://www.cacities.org/Resources-Documents/Resources-Section/Charter-Cities/Charter_Cities-List, accesat în 7 aprilie 2020 Lipsește sau este vid: |title= (ajutor)
2. ↑   https://www.ci.vallejo.ca.us/cms/one.aspx?portalid=16925451&pageid=17554178, accesat în 22 mai 2022 Lipsește sau este vid: |title= (ajutor)
3. ↑  Recensământul Statelor Unite ale Americii din 2010, accesat în 9 iulie 2020